# Domenico Maggiora
Domenico Maggiora (Quattordio, Provincia de Alessandria, Italia, 14 de enero de 1955) es un exfutbolista italiano. Se desempeñaba en la posición de centrocampista.

## Clubes
| Club            | País   | Año         |
| --------------- | ------ | ----------- |
| Juventus F. C.  | Italia | 1972 - 1974 |
| A. S. Varese    | Italia | 1974 - 1976 |
| A. S. Roma      | Italia | 1976 - 1982 |
| U. C. Sampdoria | Italia | 1982 - 1983 |
| Cagliari Calcio | Italia | 1983 - 1984 |
| Calcio Catania  | Italia | 1984 - 1987 |

## Palmarés

### Campeonatos nacionales
| Título      | Club       | País   | Año     |
| ----------- | ---------- | ------ | ------- |
| Copa Italia | A. S. Roma | Italia | 1979-80 |
| Copa Italia | A. S. Roma | Italia | 1980-81 |